# José Mari Bakero
José María Bakero Escudero (Goizueta, Navarra; 11 de febrero de 1963) es un exfutbolista y entrenador de fútbol español. Jugó en varias posiciones y su primer equipo fue la Real Sociedad, equipo del cual fue entrenador, aunque sus mayores logros como jugador los consiguió con el Fútbol Club Barcelona. También ha dirigido al Polonia Varsovia y al Lech Poznań ambos de la Primera División polaca. Actualmente, es entrenador del Slavia Sofia. 
Es hermano de los también exfutbolistas Santi Bakero y Jon Bakero y padre del futbolista en activo Jon Bakero.

## Biografía

### Como futbolista
Nació en Goizueta (Navarra) el 11 de febrero de 1963, en el seno de una familia numerosa, son 11 hermanos. De pequeño quería ser pelotari, siendo dos veces campeón de Guipúzcoa en categorías inferiores cuando contaba con 12 y 13 años, pero más tarde se decantó por el fútbol. Sus hermanos mayores, Iñaki, Santi y José Javier abrieron el camino del fútbol a José Mari —luego a Jon y a la internacional Itziar—, y jugó, desde los 15 años, en las categorías inferiores de la Real Sociedad de San Sebastián. Con el equipo donostiarra debutó a edad muy temprana en primera división, con 17 años y, durante 8 años (entre 1980 y 1988) formó parte del mítico equipo (Luis Arconada, Jesús Mari Zamora, Satrústegui...) que consiguió dos ligas españolas, los años 1981 y 1982. 
Empezó jugando como delantero centro y acabó como mediocampista o mediapunta, siempre con una clara vocación ofensiva. No era un goleador nato, pero siempre promedió un buen número de goles por temporada, gracias a su fuerte remate, tanto con la diestra como de cabeza. Se ganó el cariño de la afición, tanto de la Real Sociedad como del F. C. Barcelona, gracias a su capacidad de lucha, su entrega infatigable y su marcada personalidad, que lo convertían en todo un líder sobre el terreno de juego.
Con 25 años, en 1988, fichó por el F. C. Barcelona de Johan Cruyff, y llegó a estar acompañado de otros muchos jugadores de origen vasco y navarro (Zubizarreta, Alexanko, López Rekarte, Begiristain, Goikoetxea, Salinas ...) que formarían la base de uno de los mejores Barça de la historia, el posteriormente denominado "Dream Team", que durante cuatro años dominó totalmente el fútbol español y disputó cinco finales europeas. Con el F. C. Barcelona llegaron los mejores éxitos de su carrera como futbolista.
Hay que destacar también que su intervención fue decisiva en el triunfo del Barcelona en la Copa de Europa 1991-1992, cuando marcó en la vuelta de los octavos de final disputados frente al Kaiserslautern el gol que dio al equipo el pase a la siguiente fase y sin el cual el club blaugrana no hubiera estado en la final de Wembley.
Entre 1988 y 1997 disputó 329 partidos en 9 temporadas. Los títulos conseguidos con el F. C. Barcelona fueron: 
- 4 ligas: 1990-1991, 1991-1992, 1992-1993 y 1993-1994.
- 1 Copa de Europa: 1991-1992.
- 2 Recopa de Europa: 1989 y 1997.
- 1 Supercopa de Europa: 1993.
- 5 Supercopa de España: 1988, 1991, 1992, 1994 y 1996.
- 3 Copa del Rey: 1987, 1990 y 1997.

Una vez dejó el Barça, se retiró del fútbol tras una breve (6 meses) y difícil experiencia en el Veracruz, del fútbol mexicano.  
Es, con 489 partidos, el décimo cuarto jugador que más partidos oficiales ha disputado en la historia de la Liga.

### Como entrenador
Ya retirado como jugador, inició la carrera de entrenador al frente del Puebla Fútbol Club de México, al que no pudo salvar del descenso.
Posteriormente, trabajó como ayudante de Lorenzo Serra Ferrer y de Louis van Gaal en el Barça. Tras un breve período en el que desempeñó el cargo de asesor deportivo de la Generalidad de Cataluña y comentarista en varios medios de comunicación, volvió a ejercer como primer entrenador en el Málaga B, filial del Málaga CF; que militaba en la Segunda División española, sustituyendo a Antonio Tapia a mediados de la temporada 2004-2005 y logrando la permanencia del filial blanquiazul.
En agosto de 2005, se incorporó a la Real Sociedad como director deportivo; para posteriormente, en marzo de 2006, ocupar el puesto de entrenador de la Real y conseguir la permanencia del equipo en Primera División en esa temporada (2005-2006).

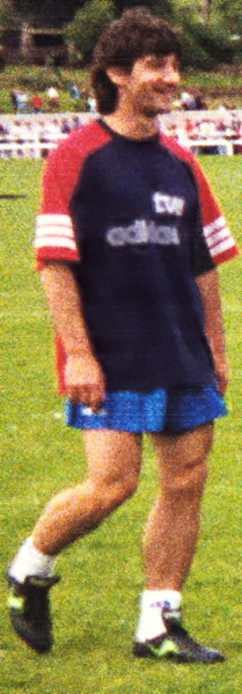
Bakero entrenando con la selección española.

El 26 de octubre de 2006 fue destituido como entrenador del equipo vasco, debido a la mala racha de resultados que estaba cosechando el conjunto txuri-urdin, confeccionado por él mismo como director deportivo, que ocupaba el último lugar de la clasificación de Primera División.
El 31 de octubre de 2007, llega al Valencia como segundo entrenador de Ronald Koeman. El 21 de abril de 2008 es cesado de su cargo junto con el entrenador neerlandés por los malos resultados.
En 2009 ficha por el Polonia Varsovia de la primera división polaca, equipo en el que estaría hasta el 2010.
En 2010 firma como entrenador del Lech Poznań, equipo de la primera división polaca, equipo al que entrenaría hasta el 25 de febrero de 2012.
El 2013 ficha como entrenador del Club Juan Aurich de la Primera División del Perú, siendo destituido en septiembre de ese mismo año por los malos resultados del equipo.
En 2015 firma como director deportivo de la cantera del Deportivo La Guaira venezolano.
En julio de 2017 se hace cargo del fútbol formativo profesional del F. C. Barcelona (Barcelona B y Juveniles A y B) junto con el también exazulgrana Guillermo Amor, en sustitución de Pep Segura que pasa a ser el nuevo mánager general del fútbol azulgrana.
A inicios de la temporada 2023-24 ficha por el Slavia Sofia de la Liga Efbet, máxima categoría del fútbol búlgaro.

### Selección nacional
Ha sido internacional con la selección nacional de fútbol de España en 30 ocasiones, marcando 7 goles.
Debutó en Sevilla el 14 de octubre de 1987 en el España 2-0 Austria.

#### Participaciones en Copas del Mundo
| Mundial                        | Selección | Resultado        |
| ------------------------------ | --------- | ---------------- |
| Copa Mundial de Fútbol de 1990 | España    | Octavos de final |
| Copa Mundial de Fútbol de 1994 | España    | Cuartos de final |

## Estadísticas

### Clubes como jugador
| Club                        | País   | Años      |
| --------------------------- | ------ | --------- |
| Real Sociedad de Fútbol     | España | 1980-1988 |
| Fútbol Club Barcelona       | España | 1988-1996 |
| Tiburones Rojos de Veracruz | México | 1997      |

### Clubes como entrenador
| Club                      | País      | Años      |
| ------------------------- | --------- | --------- |
| Puebla Fútbol Club        | México    | 1999      |
| Málaga Club de Fútbol "B" | España    | 2005      |
| Real Sociedad de Fútbol   | España    | 2006      |
| Polonia Varsovia          | Polonia   | 2009-2010 |
| Lech Poznań               | Polonia   | 2010-2012 |
| Club Juan Aurich          | Perú      | 2013      |
| Deportivo La Guaira       | Venezuela | 2015      |
| Slavia Sofia              | Bulgaria  | 2023 -    |

## Palmarés

### Campeonatos nacionales
| Título              | Club            | País   | Año  |
| ------------------- | --------------- | ------ | ---- |
| Liga española       | Real Sociedad   | España | 1981 |
| Liga española       | Real Sociedad   | España | 1982 |
| Supercopa de España | Real Sociedad   | España | 1982 |
| Copa del Rey        | Real Sociedad   | España | 1987 |
| Copa del Rey        | F. C. Barcelona | España | 1990 |
| Liga española       | F. C. Barcelona | España | 1991 |
| Supercopa de España | F. C. Barcelona | España | 1991 |
| Liga española       | F. C. Barcelona | España | 1992 |
| Supercopa de España | F. C. Barcelona | España | 1992 |
| Liga española       | F. C. Barcelona | España | 1993 |
| Liga española       | F. C. Barcelona | España | 1994 |
| Supercopa de España | F. C. Barcelona | España | 1994 |
| Supercopa de España | F. C. Barcelona | España | 1996 |
| Copa del Rey        | F. C. Barcelona | España | 1997 |

### Copas internacionales
| Título              | Equipo          | País   | Año  |
| ------------------- | --------------- | ------ | ---- |
| Recopa de Europa    | F. C. Barcelona | España | 1989 |
| Copa de Europa      | F. C. Barcelona | España | 1992 |
| Supercopa de Europa | F. C. Barcelona | España | 1992 |
| Recopa de Europa    | F. C. Barcelona | España | 1997 |